# Bonvivant
Als Bonvivant (frz. bon vivant ‚gut lebend‘) bezeichnet man eine Person, die sich den angenehmen Seiten des Lebens widmet, insbesondere gutem Essen. Eine alternative Bezeichnung ist Genussmensch. Dass es abweichende Auffassungen des Begriffs gibt, zeigt eine Anekdote aus dem Deutsch-Französischen Krieg. Als das triumphierende Deutsche Reich Frankreich im Jahr 1871 besetzte, wollten einige Akteure den Sieg im Sinne eines Bonvivants französischer Art auskosten. Vor allem Bismarck interpretierte dies aber eher als Anlass für Völlerei und Maßlosigkeit. Der ausgelassene deutsche Reichskanzler ließ sich unter anderem Truthahn-Pasteten, Wildschwein-Köpfe und Reinfelder Schinken zukommen. Sein geliebtes Sauerkraut wurde ihm in Champagner gekocht. Tatsächlich war ein Bonvivant für die Franzosen schon damals eher jemand, der in diesen Dingen Maß halten konnte, es also verstand, gut zu leben.
Bonvivant wurde von den Köchen Fanny und Johnnie Cradock in der Verfasserzeile ihrer Kolumne im Daily Telegraph als Selbstbezeichnung benutzt.
Lebemann und Playboy sind Hedonisten und in aller Regel auch Bonvivants. Bei ihnen stehen aber nicht das gute Leben oder das gute Essen und Trinken im Vordergrund, sondern andere Vergnügungen.